# スカレンゲ
スカレンゲ（伊: Scalenghe）は、イタリア共和国ピエモンテ州トリノ県にある、人口約3,300人の基礎自治体（コムーネ）。

## 地理

### 位置・広がり

#### 隣接コムーネ
隣接するコムーネは以下の通り。
- アイラスカ
- ブリアスコ
- カスタニョーレ・ピエモンテ
- チェルチェナスコ
- ノーネ
- ピネローロ
- ピシーナ

## 行政

### 分離集落
スカレンゲには、以下の分離集落（フラツィオーネ）がある。
- Bicocca, Murisenghi, Pieve, Viotto

## 姉妹都市
- Vila、アルゼンチン
- Žlobin、ベラルーシ